# Roberto Goizueta
Roberto Críspulo Goizueta (9 de julio de 1932-18 de octubre de 1997) fue el presidente de la Junta Directiva y el director general de The Coca-Cola Company desde agosto de 1980 hasta su muerte de cáncer de pulmón. 
Bajo la dirección de Goizueta, los inversores vieron a la compañía Coca-Cola llegar a ser la corporación número uno de los EE. UU.. A él se le atribuye el crecimiento de la compañía con una visión global. En el proceso, creó más riqueza para los accionistas que cualquier director general en la historia. 
Goizueta fue un servidor cívico muy respetado. Un inmigrante cubano de origen vasco que debido a sus humildes raíces, se esforzó por financiar la educación y aumentar las oportunidades de estudiantes necesitados.

## Biografía
Nació en una familia prominente de La Habana, donde su abuelo tenía una refinería de azúcar. Era el hijo mayor y lo seguían dos hermanas. En La Habana, Goizueta asistió a un instituto de enseñanza secundaria jesuita (Colegio de Belén) y luego estudió por un año en los Estados Unidos en la Academia de Cheshire, una escuela preparatoria en Connecticut. En Cheshire, Goizueta logró dominar el idioma inglés viendo películas estadounidenses. 
Empezó sus estudios profesionales en la Universidad de Yale en 1948, gracias a que ganó una beca para ingresar a la licenciatura de ingeniería química. En 1953, volvió a Cuba para trabajar en el negocio familiar. 
Tras el triunfo de la revolución cubana en 1959, Fidel Castro se hizo con la presidencia de Cuba y convirtió al país en un estado comunista. Estando de vacaciones en Miami, Goizueta y su familia decidieron quedarse en los Estados Unidos con sólo 200 dólares y con 100 acciones de Coca Cola (que costaban en ese momento 15.000 dólares, que su padre le prestó).

## Carrera profesional en Coca Cola
Comenzó su carrera en la compañía de Coca Cola, un año después de volver a Cuba para trabajar en el negocio familiar, contestando a un anuncio clasificado anónimo en el periódico local. Así comenzó a trabajar para la embotelladora de Coca Cola en Cuba. Después de un corto tiempo fue promovido a director técnico principal de cinco plantas embotelladoras cubanas. 
Luego de desertar a EE. UU., Goizueta trabajó para la misma compañía en Miami. Más tarde fue reasignado a Nassau y Bahamas como químico de la región Caribe. 
En 1964 fue trasladado a la sede de la compañía de Coca Cola en Atlanta, Georgia. A los 35 años, llegó a ser el vicepresidente de Investigación y Desarrollo Tecnológico, la persona más joven en obtener esta posición en la compañía de refrescos. En 1975, fue promovido para dirigir el Departamento Legal y de Asuntos Externos. 
Roberto Goizueta sorprendió al mundo empresarial en 1979, al llegar a ser presidente de Coca Cola después de que el entonces presidente oficial J. Lucian Smith dimitiera. En marzo de 1981, asumió la presidencia cuando el presidente Paul Austin se jubiló. De esta forma, Goizueta se quedó con el timón de Coca Cola durante dieciséis años hasta el momento de su muerte, debido a complicaciones del cáncer de pulmón que padecía, en 1997. 
Durante su presidencia, la marca de Coca Cola llegó a ser la marca registrada más conocida en el mundo. Introdujo el lema de Coke, "Coke es!". Lanzó la Coca-Cola light, así como la Nueva Coca-Cola. 
Formó parte también de la Junta Directiva de varias compañías, incluyendo el Banco SunTrust S. A., la Ford Motor Company y la Eastman Kodak.

## Filantropía
Roberto Goizueta asimismo se dedicó a la filantropía y formó parte de muchas instituciones educativas de caridad. 
En 1992 creó la Fundación Goizueta, con el objetivo de apoyar el desarrollo educativo y las instituciones sin fines de lucro. La fundación ha sobrevivido y en la actualidad sigue otorgando becas de estudios, sobre todo a estudiantes hispanos y latinoamericanos que viven en Estados Unidos.

## Frases
"Cuando lo has perdido todo, ¿qué es lo peor que puede sucederte? Desarrollarás seguridad en ti mismo". 
"Asumiremos los riesgos. Lo qué siempre ha sido no siempre será, necesariamente, para siempre".

## Hechos
Fue el primer director general que consiguió un estatus multimillonario para una compañía que no había sido fundada por él mismo.
Una inversión de $1000 USD en acciones de Coca Cola, cuando Goizueta llegó a ser director general, tiene hoy un valor superior a $71.000 USD.